# (34441) 2000 SZ60
2000 SZ60 (asteroide 34441) é um asteroide da cintura principal. Possui uma excentricidade de 0.14018110 e uma inclinação de 5.20446º.
Este asteroide foi descoberto no dia 24 de setembro de 2000 por LINEAR em Socorro.